# 7 جمادى الأولى
- السبت
- الأحد
- الاثنين
- الثلاثاء
- الأربعاء
- الخميس
- الجمعة

- 2618 أكتوبر 2025
- 2719 أكتوبر 2025
- 2820 أكتوبر 2025
- 2921 أكتوبر 2025
- 3022 أكتوبر 2025
- 123 أكتوبر 2025
- 224 أكتوبر 2025
- 325 أكتوبر 2025
- 426 أكتوبر 2025
- 527 أكتوبر 2025
- 628 أكتوبر 2025
- 729 أكتوبر 2025
- 830 أكتوبر 2025
- 931 أكتوبر 2025
- 101 نوفمبر 2025
- 112 نوفمبر 2025
- 123 نوفمبر 2025
- 134 نوفمبر 2025
- 145 نوفمبر 2025
- 156 نوفمبر 2025
- 167 نوفمبر 2025
- 178 نوفمبر 2025
- 189 نوفمبر 2025
- 1910 نوفمبر 2025
- 2011 نوفمبر 2025
- 2112 نوفمبر 2025
- 2213 نوفمبر 2025
- 2314 نوفمبر 2025
- 2415 نوفمبر 2025
- 2516 نوفمبر 2025
- 2617 نوفمبر 2025
- 2718 نوفمبر 2025
- 2819 نوفمبر 2025
- 2920 نوفمبر 2025
- 3021 نوفمبر 2025

7 جُمادى الأولى أو 7 جُمادی‌ الاَوَّل أو يوم 7 \ 5 (اليوم السابع من الشهر الخامس) هو اليوم الخامس والعُشرون بعد المائة (125) من أيَّام السنة (أو السادس والعُشرون بعد المائة لو كان شهر ربيع الآخر مُتممًا لليوم الثلاثين أو السابع والعُشرون بعد المائة لو أتم كلاً من صفر وربيع الآخر ثلاثين يوماً) وفق التقويم الهجري القمري (العربي). يبقى بعده 229 أو 230 يومًا لانتهاء السنة.

## أحداث
- 1293 هـ - الإطاحة بالسلطان العثماني عبد العزيز الأول.
- 1346 هـ - «مجلس النقد الفلسطيني» يصدر الجنيه الفلسطيني والذي بقي متداولًا في فلسطين والأردن حتى عام 1950.
- 1348 هـ - تولي الإمام محمد الأحمدي الظواهري مشيخة الجامع الأزهر، وهو الشيخ الثلاثون في سلسلة مشايخ الجامع الأزهر.
- 1368 هـ - انتهاء حرب فلسطين وذلك بعد قبول مجلس الأمن الدولي لإسرائيل عضواً كاملاً في الأمم المتحدة وقَبول الدول العربية للهدنة الثانية.
- 1399 هـ - تنفيذ حكم الإعدام برئيس وزراء باكستان المخلوع ذو الفقار علي بوتو.
- 1400 هـ - بابا الإسكندرية شنودة الثالث يقرر إلغاء الاحتفالات الرسمية بعيد الفصح.
- 1402 هـ - 15 شخص من المتطرفين اليهود من جماعة أمناء جبل الهيكل من مستوطني «كريات أربع» مزودة بالأسلحة النارية يقتحمون المسجد الأقصى من باب السلسلة ويعتدون على حراس المسجد في الداخل، وأدى هذا الاقتحام إلى الاشتباك بين المتطرفين وحراس المسجد وإصابة أحد الحراس بطعنة في جانبه الأيسر.
- 1406 هـ - الزعيم الليبي معمر القذافي يصدر أوامر بوقف الهجوم الإعلامي على مصر.
- 1410 هـ - العراق يطلق صاروخ العابد من «قاعدة الأنبار الجوية» المتكون من ثلاث طبقات، وهو أول صاروخ فضائي عربي بمدى 2000 كيلومتر.
- 1433 هـ - عقد القمة العربية في بغداد.
- 1434 هـ - بدء أول جلسات مؤتمر الحوار الوطني الشامل، في العاصمة اليمنية صنعاء تحت شعار «بالحوار نصنع المستقبل».
- 1435 هـ - اختفاء طائرة ماليزية من طراز بوينغ 777 والتي أقلعت من كوالالمبور متجهة إلى بكين وكانت تحمل على متنها 239 شخص من ضمنهم طاقم الطائرة.
- 1439 هـ -
  - عشرات الجرحى والقتلى في تفجير سيارة مفخخة أمام مسجد بمدينة بنغازي شرقي ليبيا.
  - النيابة العسكرية المصرية توقف سامي عنان رئيس الأركان السابق بعد إعلان ترشحه للرئاسة.

## مواليد
- 1353 هـ - حسين كمال، مخرج مصري.
- 1361 هـ - سعاد محمد الصباح، شاعرة وكاتبة وأديبة كويتية.
- 1373 هـ - الطاهر جعوط، شاعر وروائي وصحفي جزائري.
- 1393 هـ - رندة مرعشلي، ممثلة سورية.
- 1408 هـ - مرزوق زكي، لاعب كرة قدم كويتي.
- 1409 هـ - رحمة حسن، ممثلة مصرية.

## وفيات
- 360 هـ - أبو بكر الدقي، أحد أعلام التصوف.
- 855 هـ - ابن طي الفقعاني، فقيه جعفري وكاتب شامي.
- 937 هـ - ظهير الدين بابر، مؤسس سلطنة مغول الهند وسلطانها الأول.
- 1323 هـ - محمد عبده، رجل دين ومصلح مصري.
- 1385 هـ - فؤاد جرداق، شاعر وصحفي لبناني.
- 1399 هـ - ذو الفقار علي بوتو، رئيس وزراء باكستان.
- 1410 هـ - مسفر الحارثي، عسكري وشاعر سعودي.
- 1430 هـ - خالد أحمد المضف، وزير ونائب كويتي.
- 1437 هـ - بطرس بطرس غالي، دبلوماسي مصري والأمين العام السادس للأمم المتحدة.
- 1441ھ-نجوى قاسم مذيعه لبنانيه

## وصلات خارجية
- موقع قصة الإسلام: حدث في شهر جُمادى الأولى.